# 帕里安大理石

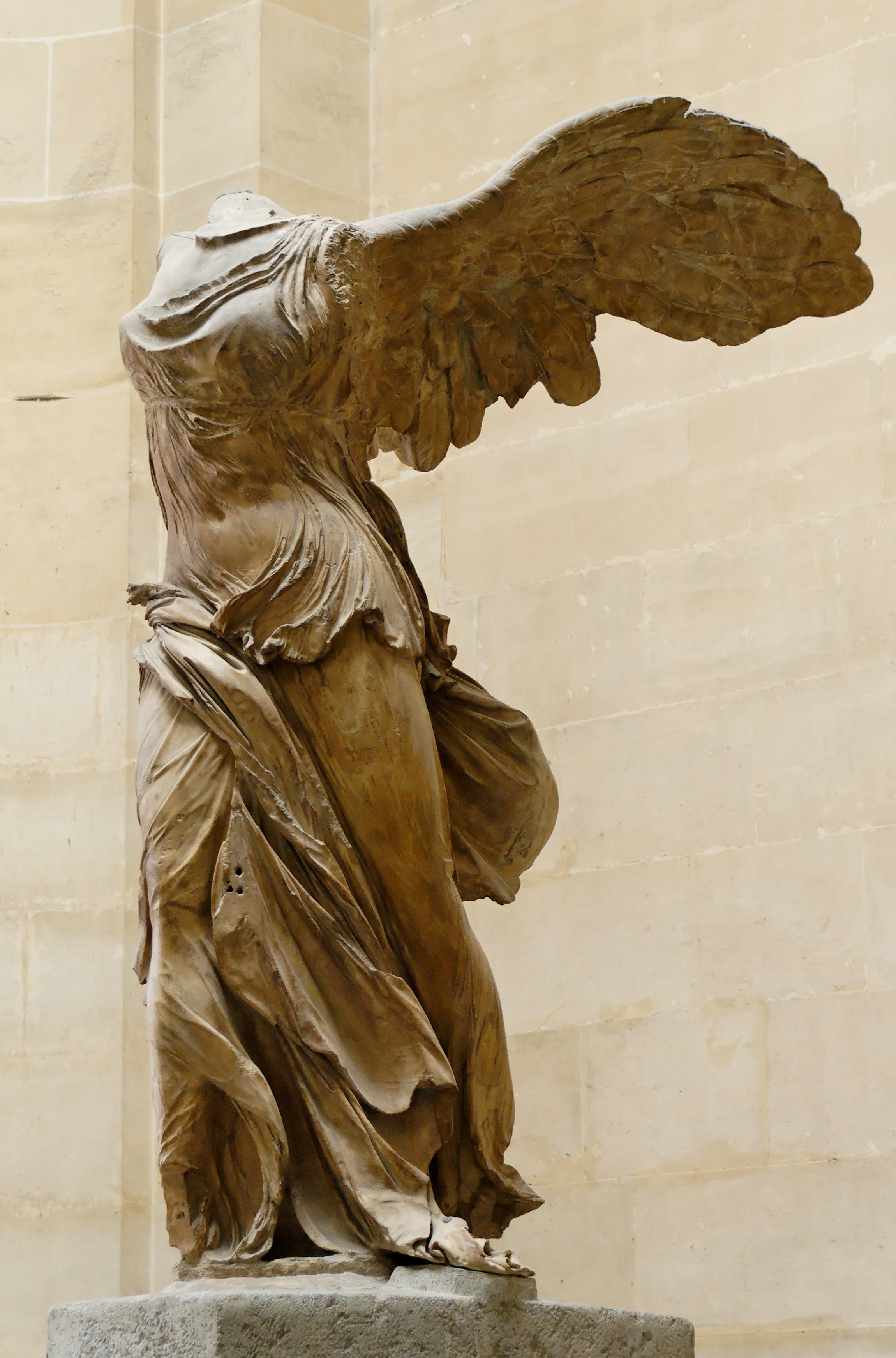
收藏于卢浮宫的萨莫色雷斯的胜利女神由帕里安大理石制成（ 约公元前220–公元前190年）

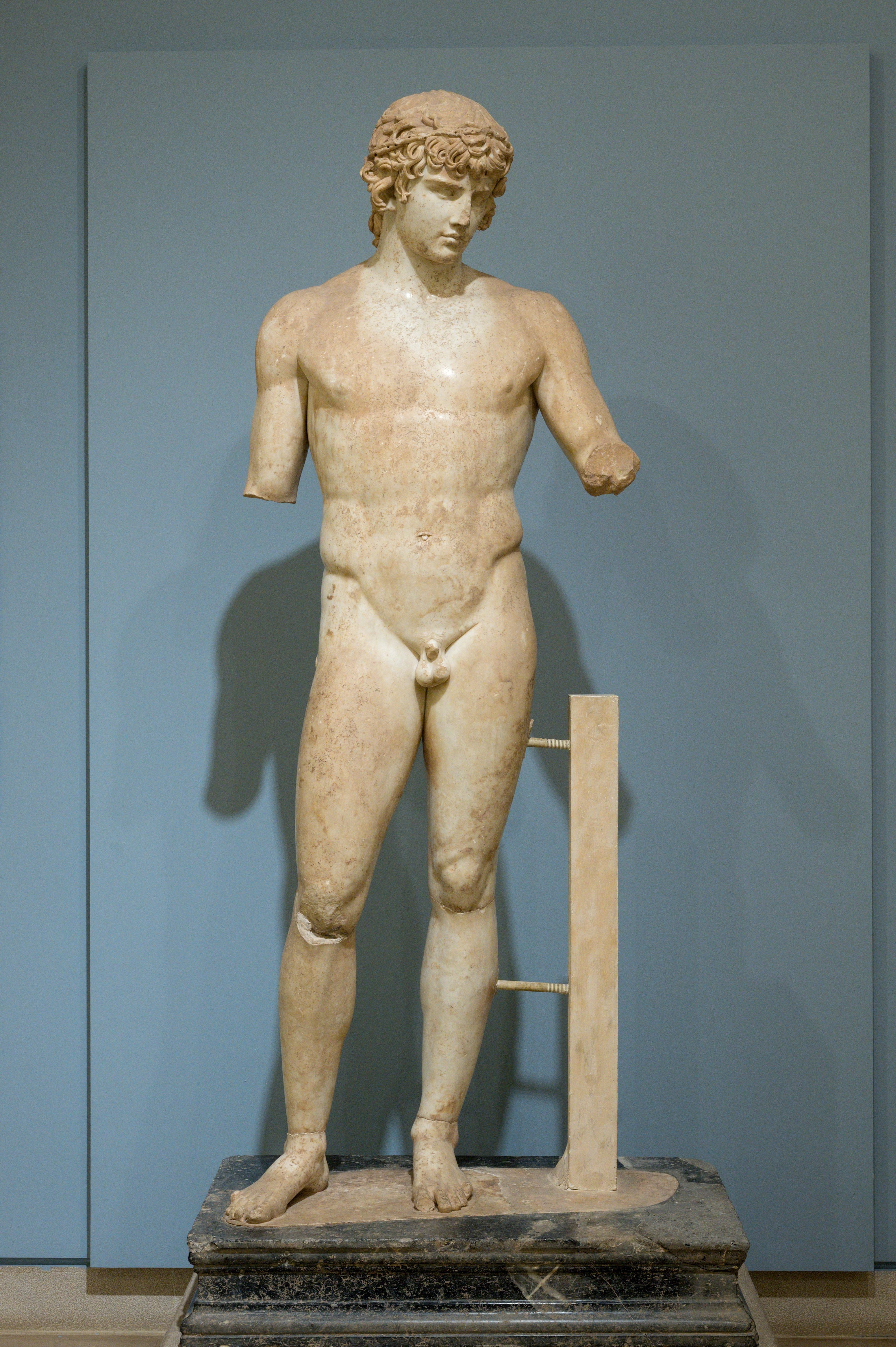
德尔斐的安提诺乌斯雕像 ，由彩色帕里安大理石制成，哈德良统治时期（公元117-138年在位）制作

帕里安大理石是一种细粒半透明的纯白色无瑕大理石，在古典时代开采于爱琴海的希腊帕罗斯岛。

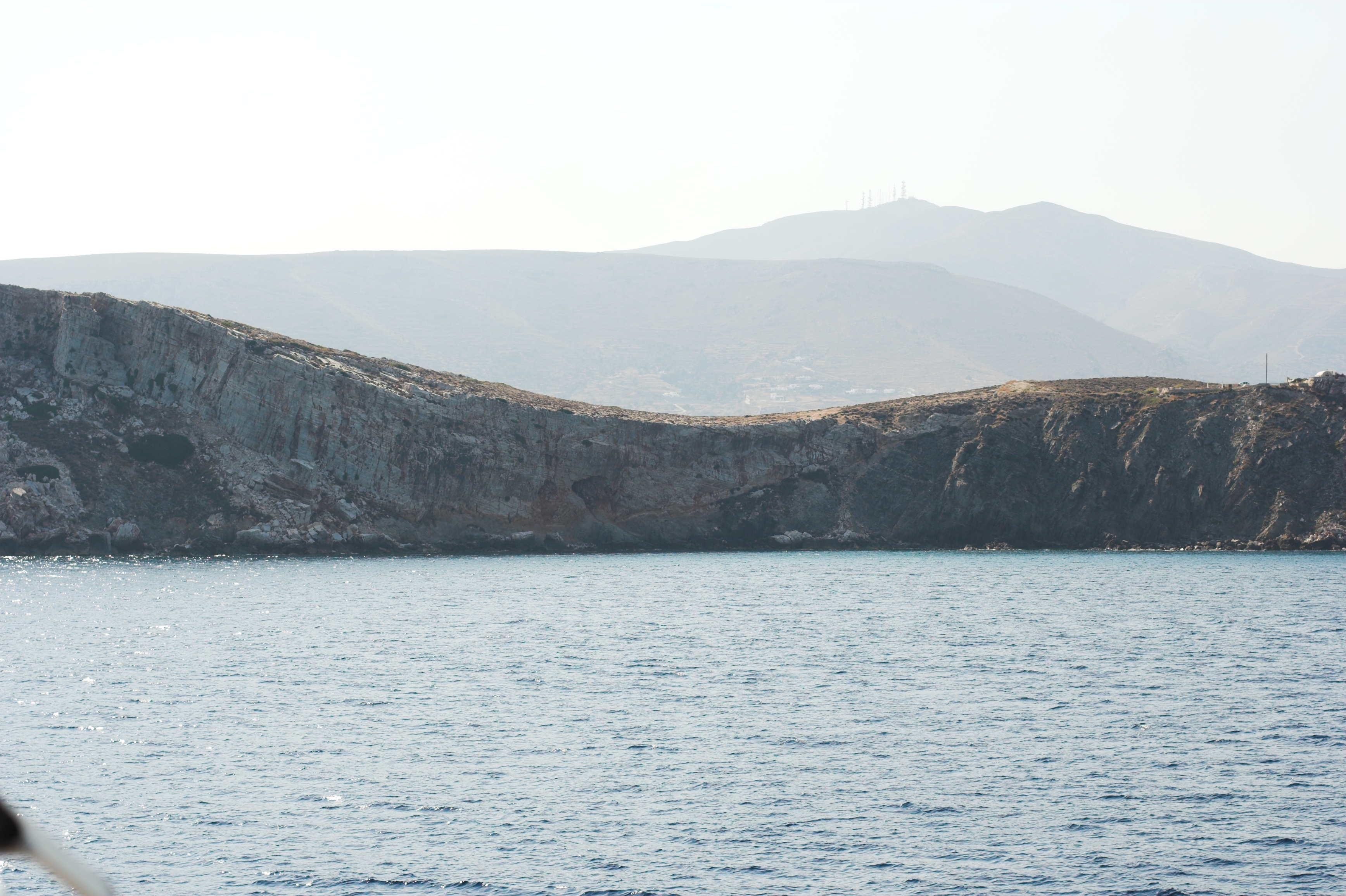
帕罗斯岛的悬崖

帕里安大理石是制作雕塑的绝佳原料，古希臘人对它的评价很高。包括美第奇的维纳斯、米洛的维纳斯和萨莫色雷斯的胜利女神在内，许多著名的古希腊雕塑都是用帕里安大理石雕刻的。
在如今帕罗斯岛北侧中央山峰的斜坡上，仍然可以看到公元前6世纪就投入使用的原始采石场。帕里安大理石在古代的主要竞争对手是彭代利大理石，它也呈完美无瑕的白色。不过彭代利大理石有着均匀的淡黄色调，使其在阳光下闪耀着金色的光芒。如今，它的主要开采地是基尼达罗斯村附近山区的纳克索斯岛附近的帕罗斯岛。

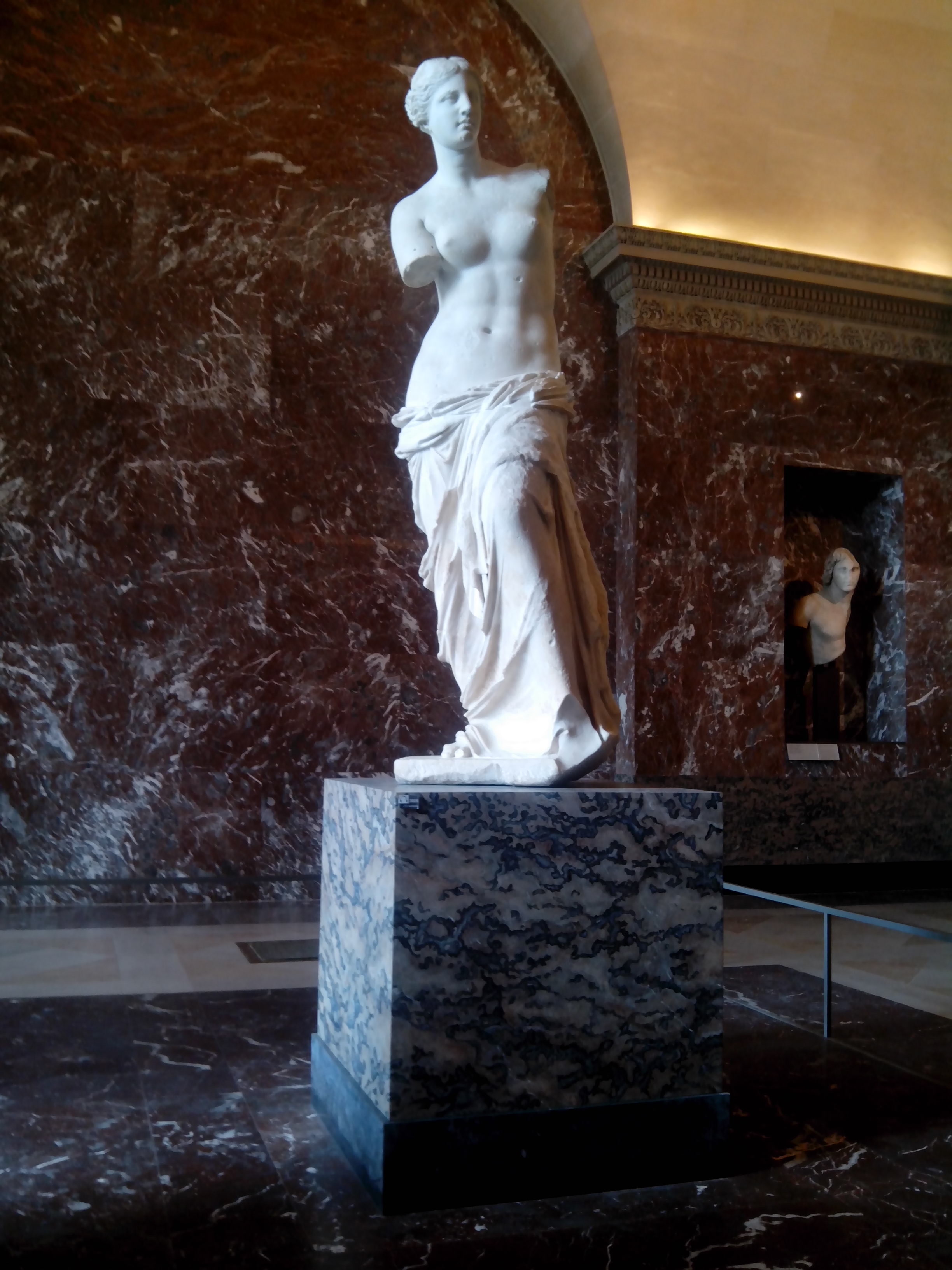
收藏于卢浮宫的米洛的维纳斯

帕里安器皿是大理石的人造替代品，最初是各种未上釉的的素瓷的品牌名称，于1842年在英国开发。这是用模具铸造的，通常用于小型半身像和小雕像，而不是雕刻。

## 著名文物
- 米洛的维纳斯
- 穿佩洛袍的库瑞
- 西顿的利西亚石棺
- 第一门的奥古斯都像
- 赫耳墨斯和婴儿酒神
- 帕德嫩神廟的屋顶瓦片
- 拿破仑一世之墓